# Cyrus vs. Cyrus: Design and Conquer
Cyrus vs. Cyrus: Design and Conquer ist eine US-amerikanische Reality-Show des Senders Bravo, deren Erstausstrahlung am 25. Mai 2017 erfolgte. Die Serie handelt von dem Mutter-Tochter-Duo Tish Cyrus und Brandi Cyrus, die gemeinsam an verschiedenen Interior-Design-Projekten arbeiten.

## Hintergrund
Nachdem Tish Cyrus und ihre Tochter Brandi Cyrus jahrelang an ihrer Leidenschaft für Inneneinrichtung gearbeitet haben, möchten sie nun Kunden in ihrer Heimatstadt Nashville damit begeistern. Ihre Kunden reichen von Freunden und Familienmitgliedern bis zu Personen, denen die beiden durch Freunde empfohlen wurden.
Neben Tish und Brandi Cyrus sind in einzelnen Folgen auch Tishs Ehemann Billy Ray Cyrus sowie deren Kinder Miley Cyrus, Noah Cyrus, Braison Cyrus und Trace Cyrus zu sehen.

## Episoden
| Folge | Originaltitel            | Erstausstrahlung | Inhalt |
| ----- | ------------------------ | ---------------- | --- |
| 1     | Elegant and Kid Friendly | 25. Mai 2017     | Tish und Brandi arbeiten mit ihren ersten Kunden zusammen. Ihre Herausforderung liegt darin, das Wohnzimmer und das Badezimmer der Kunden in einem kinderfreundlichen und luxuriösen Stil neu zu gestalten. Die Kunden entscheiden sich für Tishs Design mit zusätzlichen Aspekten von Brandis Design. |
| 2     | Creating a Forever Home  | 1. Juni 2017     | Das Duo soll ein Zuhause für die Ewigkeit für eine Militärfamilie schaffen, indem es ihr Wohnzimmer und ihre Küche neu gestaltet. In dieser Folge hat Billy Ray Cyrus einen Gastauftritt. |
| 3     | Foyer, No It’s FoYea!    | 8. Juni 2017     | Brandi und Tish werden gebucht, um die aktuellen Baustellen im Esszimmer, Wohnzimmer und im Foyer einer Single-Mutter mit ihrem Sohn abzuschließen. Tish überrascht die beiden mit der früheren Cheerleader-Gruppe ihrer Tochter Miley Cyrus. |
| 4     | Battle of the Styles     | 15. Juni 2017    | Tish und Brandi stellen sich der Herausforderung, die Design-Stile Native American und Hollywood Glam miteinander zu vermischen. Ihr Kunde sind einer der Führungskräfte der Musikindustrie in Nashville und dessen Ehefrau. |
| 5     | Young Love               | 22. Juni 2017    | Tish und Brandi haben es mit ihrem bisher größten Projekt zu tun: Ein junges Paar, das eine Familie gründen möchte, will ein einzigartiges Zweifamilienhaus zurück in ein Einfamilienhaus verwandeln. |
| 4     | Family Is Everything     | 29. Juni 2017    | Jedes Mitglied der Cyrus-Familie hat ein eigenes Zuhause in Nashville, außer Miley Cyrus. In der Hoffnung, Miley dazu zu bringen, die Familie öfters in der Heimat zu besuchen, stellt Billy Ray Cyrus Brandi und Tish vor die Herausforderung, ihre alte Scheune in eine Überraschung für Miley zu verwandeln. Dieses Projekt ist nicht einfach, insbesondere, es vor Miley geheim zu halten. Wenn etwas schiefgeht, muss auf Hochtouren gearbeitet werden, sodass alles vor Mileys Ankunft fertig wird. |